# Pardosa strigata
Pardosa strigata este o specie de păianjeni din genul Pardosa, familia Lycosidae, descrisă de Yu și Song, 1988. Conform Catalogue of Life specia Pardosa strigata nu are subspecii cunoscute.